# 复盛乡 (眉山市)
复盛乡，是中华人民共和国四川省眉山市东坡区曾经下辖的一个乡。2019年12月，撤销复盛乡，将原复盛乡中复村所属行政区域划归富牛镇管辖，原复盛乡新街社区、观盛村、中桂村、中塘村、中坊村所属行政区域划归崇礼镇管辖。

## 行政区划
复盛乡撤销前下辖以下地区：
新街社区、观盛村、中复村、中桂村、中塘村和中坊村。